# Phytomyza nilgiriensis
Phytomyza nilgiriensis este o specie de muște din genul Phytomyza, familia Agromyzidae, descrisă de Ipe în anul 1971. Conform Catalogue of Life specia Phytomyza nilgiriensis nu are subspecii cunoscute.